# Régi magyar személynevek
A régi magyar személyneveknek azokat a neveket hívjuk, melyek a keresztény névanyag átvétele előtt, a honfoglaló és frissen letelepült magyarság körében voltak használatban, körülbelül a 15. századig. Akárcsak más nyelveknél, lehettek egy- vagy kételeműek. A honfoglaló magyarság, hasonlóan a korabeli népekhez, még egyelemű neveket használt. Ezeknek a neveknek egy része eredeti magyar név volt, másik része egyházi (bibliai és mártírológiumi), eredeti vagy becézett alakban, harmadik része pedig ismeretlen eredetű név, melyek rendszerint egyszótagú szavak vagy ezeknek továbbképzései voltak.

## A nevek gyakorisága
A legtöbb név nem terjedt el széles körben, hiszen az volt a cél, hogy a név egyedi legyen. A legtöbb névre csak néhány adat van, az sem egykorú. A leggyakoribb nevek a férfinevek között a Nemhisz, Hazug, Mavagy, a női nevek között pedig a Csala, Sebe, Rózsa, Liliom, Viola, Gyöngy, Nyest, mint úrnőnevek. A szolgálók neve legtöbbször Pénteka, Szombatka, Szeme és származékai, Mag és származékai, Szerető, Drága.
A 15. századra ezeket az eredeti magyar, török és egyéb "pogány" neveket szinte teljesen kiszorították a keresztény nevek.

## A nevek jelentés szerinti csoportosítása
A régi magyar személyneveket az alábbiak szerint lehet csoportosítani (a csillaggal jelöltek lehettek férfi és női nevek egyaránt). A nevek mai helyesírással írottak.

### Testalkatra vonatkozó nevek
Férfinevek: Kisid~Küsid*, Nagy, Nagyod, Erő, Erős, Erőka, Hitvánd* (lehetett óvónév is), Keménd, Csepke*, Kurta*, Gyenge*

### Nemre, rokoni viszonyra, anyaságra utaló nevek
Férfinevek: Ős, Ősa, Őse, Ösöd, Ösön, Előd, Fiad, Fiacs, Fiacsa, Árva, Árvád, Vőd.
Női nevek: Leáncs, Emese, Emlő, Edlelmes (ellő, szülő), Mag, Maga, Madg, Magcsa, Magics, Magó, Meddő.

### Testrésznevek
Főd (fejecske), Szem, Szemd~Szend, Szeme*, Szema*, Füles, Orrod, Szakál, Hajad, Bél (ekkor még a jelentése: belső rész, szív), Béld, Béla, Csonta, Tetemeh (a tetem ekkor még csontot jelentett)

### Haj- és bőrszínre utaló nevek
Férfinevek: Fekete, Feketéd, Kese, Keséd (hirtelenszőke), Sződ, Szőke, Vörös, Fehér, Fehéra*, Fehérsa, Fejércse, Fejércsa, Tar (kopasz), Tarsa, Tarcsa, Tarka.
Női nevek: Pirohta, Pirit, Szüga (barna, vö: szöghajú), Szürke, Szina, Szinta, Szinicsa, Színes.

### Egyéb testi tulajdonságra vagy fogyatkozásra utaló nevek
Férfinevek: Szép*, Szépe*, Csuda*, Csúnya*, Vak, Vaka, Csipa. Finta (fitos orrú), Fintor, Csorba (csorba fogú), Bal, Balog (balkezes), Sükete, Döge*.
Női nevek: Szépa, Szépasszony, Gyönyörű, Drága, Csunyus, Kandi, Topa (ügyetlen, hibás), Tompa (észbeli fogyatékosságra utalhat).

### Életkorra utaló nevek
Hős, Hőse, Hősed (ifjú), Legény, Vénes

### Jellemre, lelki tulajdonságra utaló nevek
Férfinevek: Égető, Szökő (szökevény), Késő, Későd, Váró, Várós, Hamard, Féltő, Tagadó, Bízó, Bizatlan (bizalmatlan vagy megbízhatatlan), Hisz, Nemhisz, Nemhű, Hitlen, Nyugalom, Hatalmas, Szerető*, Szerelmes*, Örömed, Örömes*, Szomorú*, Keserű, Haragos, Bosszú, Hazug, Hazuga, Álnok, Jód (jó), Jóember, Jámbor, Jólegény, Gonoszd, Buta, Tanács, Utáló.
Női nevek: Jóleány (később Jolán alakban újították fel), Szentő, Szente (jámbor, vallásos), Csala (csábító, csalogató), Sebe (gyors), Játék, Csodáló.

### Bóknevek
A bókneveket főleg úrnők viselték: Aranka, Gyöngy, Gyöngyöd, Gyöngyös, Sáfely (zafír), Balzsam, Bíbor, Tükör, Virág, Rózsa, Liliom, Viola.

### Állatnevek
Egy része totemnév, más részük szimbolikus hasonlítás vagy foglalkozásra utaló állatnév: Sólyom, Ölyves, Kaba, Kánya, Hollód, Karuly (karvaly), Keselőd, Baglyad, Csina* (csikó), Ebed, Ebedi, Kölked, Agárd, Cenk~Cenke (kutyakölyök), Lovadi, Bika, Disznód, Ártánd, Ravasz (ekkor még róka volt a jelentése), Farkas, Fene (vadkan), Nyuszt*, Medve, Borz, Hörcsög, Nyulad, Madár, Tyúka, Tyúkod (ekkor még nem különült a háziszárnyasok elnevezése nemek szerint), Kakasd, Galamb, Galambos, Galambod, Csóka*, Csókád, Rigó, Gödény (pelikán), Kárász, Sügér, Süllő, Csuka, Csík (halászok neve), Bogár, Bogárd.
Török eredetűek a Teke~Tege, Taja, Ula.
Női nevek: Csikó, Tyúk, Ünő, Nyest~Nyeste, Hölgyasszony (a hölgy eredetileg a hermelin neve). Ezek a nevek főleg úrnők nevei voltak.

### Növénynevek
Somos, Som, Somod, Somogy, Kökénd, Zab, Kölesd, Mohar, Bab, Babszem, Mag, Bot.
Női a nevek a bóknevek csoportban említetteken kívül a Gilvád (gombafaj), Cseperke, Mogyoróka, Szilvás, Eperjes, Szőlő. Ezek főleg szolgálók nevei.

### Ásványnevek
Keve (kő+e képző), Reze, Rezed, Vas, Vasad.

### Cselekvést, történést kifejező nevek
Látó, Adó, Kérő, Nyerő, Lükő, Csípő, Ütő, Bőgő, Leső, Kapó, Nyúzó, Aratás, Szabás, Futás, Szállás, Akadás, Fúrás, Harapás, Látomás, Hallomás, Adomás, Maradék.
Akkoriban az -ás, -és képző jelentése -ó, -ő volt (azaz a folyamatos melléknévi igenévhez hasonló jelentésű szavakat képzett) vagyis az előbbiek jelentése inkább arató, szabó, futó, stb.

### Tiszteleti, tekintélyi nevek
Bátor, Bódog, Bán~Baján (a török Baján méltóságnévből)

### Gúnynevek
Csúnya*, Szennyes, Döge*, Szömörcsök (szemölcs). Ezek lehettek óvónevek is.

### Vallásos, babonás nevek
Idetartoznak az óvónevek, amiket ártó démonok félrevezetése végett adtak az újszülöttnek. Szemét, Nemvaló (nemlétező), Nemvalód, Nemvagy (nincs), Mavagy (ma van, de olyan gyenge, hogy a holnapot nem éri meg), Nemél, Haláld. A törökben ilyen a Balmaz (nem lévő) név is. Valószínűleg ide lehet sorolni azokat a neveket is, amik egy szerencsés vagy szerencsétlen napot jelentenek: Péntek*, Szombat*, Karácsony*, Húsvét.

### Számnévből keletkezett nevek
Előd (elsőszülött vagy ős), Ketüd (második), Negyed (negyedik), Ötöd (ötödik), Hét, Kilenc, Tíz, Négye, Öte, Hata, Hete, Tíze, Hármas, Hatos, Ötvend*, Hatvan, Negyven, Ötény, Hetény.

### Foglalkozásra utaló nevek
Kárász, Sügér, Őn, Süllő (halászok neve), Süldő (szakács neve), Pányvádi (lovász neve), Sarlód, Vajad, Telek, Fenyér, Fenyéres (műveletlen terület, Udvaros, Szőlős, Bord, Ital, Boros, Malomd, Keve (molnárok neve), Csomó (ács neve), Vasas (kerékgyártó neve), Szekeres (földműves neve), Sukoró (dombos vidék) és Erdő (erdőőrök neve), Erdőd, Berek (vizes talajú erdő).
Igéből képzett, foglalkozásra utaló nevek: Csomoszló (csomoszol: tör, zúz, sulykol, egy tímár és egy szőlősgazda neve), Szabó, Mető, Kevereg, Zavarog (két szakács neve).
Női nevek: Bíbora és Lencse két szövőnő neve. A második nevet a len szóból képezték -csa, -cse képzővel, mai jelentése lenecske lenne. Vederej egy mosónő volt. Ezek mind szolganevek, úrnők nemigen kaptak ilyen neveket, kivéve két testvért, akiknek a neve Csupor és Bögre.

### Társadalmi helyzetre utaló nevek
Szolgád, Munka, Munkád, Ajándok*, Adomás (a szolgát ajándékba kapták), Vásárd* (vásáron vették), Hivatal (belső cseléd), Segéd, Faluvéne. Vagyonos, nemesi osztályra mutat, de lehet szolgák között gúnynév is, de urasághoz tartozást is jelenthet az Uros, Urod, Uraj, Ura, Bódog (gazdag), Bő~Bős~Bőd (jelenthet gazdagot, de származhat a török begh méltóságnévből is), Vagyos (vagyonos), Szegény*. Női név az Asszoncs, aminek akkor jelentése úrnő.

### Etnikumra, más népből való származásra utaló nevek
Besenyő, Bolgár, Kaliz, Uza, Uzd, Székely, Szerecsen (szaracén, arab), Tatár, Lengyel, Horvát, Oroszd, Cseh és Vendég* (idegen).